# PANDORA TOUR 2021
「PANDORA TOUR 2021」（パンドラ ツアー 2021）は、日本のロックバンドであるgo!go!vanillasが2021年にアルバム『PANDORA』を引っ提げて開催した、約2年ぶりの全国ツアーである。

## 概要
同ツアーは、2年ぶりに日本全国のライブハウスを巡るツアーで、4月・5月には「〜CHAOS & HEARTS〜」と称した1日2公演からなるツアーが13日程26公演開催された。1回目公演は「目は口ほどに物を言う編」、2回目公演は「口は災いの元編」と称された。6月・7月には、各都市最大級のライブハウスで「〜Mr.&Mrs. HOPE〜」と称したツアーが10日程10公演開催された。
全23日程36公演の開催となった。
柳沢進太郎（Gt.）が新型コロナウイルス感染者の濃厚接触者となったことが判明したため、5月5日から5月15日までの公演の延期が発表された。これにより、7月30日の秋田CLUB SWINDLE公演が事実上のファイナル公演となった。
5月5日（=go!go!の日）には公演が延期になったことを受けて、牧達弥が弾き語りインスタライブを開催した。
6月1日より大阪府に適用される「緊急事態措置」による、休日(土・日)公演における要請に伴い、6月12日のZepp Osaka Bayside公演の開催が7月23日に延期された。

## 日程・会場
| 日程            | 会場                   | 開場時間    | 開演時間                  | 備考                                                                                          |
| --------------- | ---------------------- | ----------- | ------------------------- | --------------------------------------------------------------------------------------------- |
| 4月10日         | 大分 DRUM Be-0         | 16:00       | 16:30〜17:30              |                                                                                               |
| 4月10日         | 大分 DRUM Be-0         | 18:30       | 19:00〜20:00              |                                                                                               |
| 4月11日         | 長崎 DRUM Be-7         | 16:00       | 16:30〜17:30              |                                                                                               |
| 4月11日         | 長崎 DRUM Be-7         | 18:30       | 19:00〜20:00              |                                                                                               |
| 4月17日         | 松山 WstudioRED        | 16:00       | 16:30〜17:30              |                                                                                               |
| 4月17日         | 松山 WstudioRED        | 18:30       | 19:00〜20:00              |                                                                                               |
| 4月18日         | 高知 CARAVAN SARY      | 16:00       | 16:30〜17:30              |                                                                                               |
| 4月18日         | 高知 CARAVAN SARY      | 18:30       | 19:00〜20:00              |                                                                                               |
| 4月24日         | 周南 RISING HALL       | 16:00       | 16:30〜17:30              |                                                                                               |
| 4月24日         | 周南 RISING HALL       | 18:30       | 19:00〜20:00              |                                                                                               |
| 4月25日         | 岡山 CRAZYMAMA KINGDOM | 16:00       | 16:30〜17:30              |                                                                                               |
| 4月25日         | 岡山 CRAZYMAMA KINGDOM | 18:30       | 19:00〜20:00              |                                                                                               |
| 4月29日         | 浜松 窓枠              | 16:00       | 16:30〜17:30              |                                                                                               |
| 4月29日         | 浜松 窓枠              | 18:30       | 19:00〜20:00              |                                                                                               |
| 5月5日 7月30日  | 秋田 CLUB SWINDLE      | 16:00       | 16:30～17:30              | 柳沢が新型コロナウイルス陽性者との 濃厚接触者に該当することが判明したため、開催延期となった。 |
| 5月5日 7月30日  | 秋田 CLUB SWINDLE      | 18:30       | 19:00～20:00              | 柳沢が新型コロナウイルス陽性者との 濃厚接触者に該当することが判明したため、開催延期となった。 |
| 5月6日 7月29日  | 郡山 Hip Shot Japan    | 17:00 19:00 | 17:30～18:30 16:30～17:30 | 柳沢が新型コロナウイルス陽性者との 濃厚接触者に該当することが判明したため、開催延期となった。 |
| 5月6日 7月29日  | 郡山 Hip Shot Japan    | 19:30 18:30 | 20:00～21:00 19:00～20:00 | 柳沢が新型コロナウイルス陽性者との 濃厚接触者に該当することが判明したため、開催延期となった。 |
| 5月14日 7月16日 | 富山 MAIRO             | 17:00 16:00 | 17:30～18:30 16:30～17:30 | 柳沢が新型コロナウイルス陽性者との 濃厚接触者に該当することが判明したため、開催延期となった。 |
| 5月14日 7月16日 | 富山 MAIRO             | 19:30 18:30 | 20:00～21:00 19:00～20:00 | 柳沢が新型コロナウイルス陽性者との 濃厚接触者に該当することが判明したため、開催延期となった。 |
| 5月15日 7月17日 | 新潟 LOTS              | 16:00       | 16:30～17:30              | 柳沢が新型コロナウイルス陽性者との 濃厚接触者に該当することが判明したため、開催延期となった。 |
| 5月15日 7月17日 | 新潟 LOTS              | 18:30       | 19:00～20:00              | 柳沢が新型コロナウイルス陽性者との 濃厚接触者に該当することが判明したため、開催延期となった。 |
| 5月22日         | 高松 festhalle         | 16:00       | 16:30～17:30              |                                                                                               |
| 5月22日         | 高松 festhalle         | 18:30       | 19:00～20:00              |                                                                                               |
| 5月23日         | BLUE LIVE 広島         | 16:00       | 16:30～17:30              |                                                                                               |
| 5月23日         | BLUE LIVE 広島         | 18:30       | 19:00～20:00              |                                                                                               |

| 日程            | 会場               | 開場時間    | 開演時間    | 備考 |
| --------------- | ------------------ | ----------- | ----------- | --- |
| 6月4日          | Zepp Fukuoka       | 18:00       | 19:00       | |
| 6月5日          | Zepp Fukuoka       | 16:00       | 17:00       | |
| 6月11日         | Zepp Osaka Bayside | 18:00       | 19:00       | |
| 6月12日 7月23日 | Zepp Osaka Bayside | 16:00 17:00 | 17:00 18:00 | 6月1日より大阪府に適用されていた「緊急事態措置」による、休日(土・日)公演における要請に伴い、開催が延期された。 |
| 6月18日         | Zepp Nagoya        | 18:00       | 19:00       | |
| 6月19日         | Zepp Nagoya        | 16:00       | 17:00       | |
| 6月25日         | 仙台 GIGS          | 18:00       | 19:00       | |
| 6月27日         | Zepp Sapporo       | 17:00       | 18:00       | |
| 7月2日          | Zepp Haneda        | 18:00       | 19:00       | |
| 7月3日          | Zepp Haneda        | 16:00       | 17:00       | 当初ファイナル公演の予定であった。YouTubeにて生配信された。                                                    |

## セットリスト
PANDORA TOUR 2021 ～Mr.&Mrs. HOPE～ 2021.07.03
1. アダムとイヴ
2. アメイジングレース
3. お子さまプレート
4. SUMMER BREEZE
5. デッドマンズチェイス
6. エマ
7. 倫敦
8. ca$h from chao$
9. 伺いとキス
10. ロールプレイ
11. 鏡
12. カウンターアクション
13. クライベイビー
14. one shot kill
15. No.999
16. 平成ペイン
17. パンドラ

Encore
1. ひどく雨の続く午後の寝室より
  - ここから3曲はアルバムと同様にメドレー形式で披露された[14]。
2. 手紙
3. 馬の骨
  - 曲の終盤に「FUZZ LOVE」を1フレーズ歌唱した[14]。
4. ギフト

Encore2
1. Hey My Bro.
  - この曲のみYouTubeでの配信は行われなかった[14]。

## 2021年7月3日公演
2021年7月3日にZepp Hanedaで開催された「PANDORA TOUR 2021 ～Mr.&Mrs. HOPE～」の模様がYouTubeにて無料生配信された。
生配信が行われた7月3日のZepp Haneda公演は、延期になった公演の振替公演もあり事実上のファイナルでは無くなったものの、当ツアーの節目にあたる公演であり、コロナ禍で会場に足を運べない人々にも「PANDORA TOUR 2021」のライブを届けたいという想いから配信が決定した。配信ではスーパーチャットも実施され、寄せられたスーパーチャットは生配信ライブの経費に充当された。
アンコールのMCでは、バンド史上初となるアリーナツアー『Yokohama, Kobe Arena Tour「Life is Beautiful」』の開催が発表された。
同映像は7月24日(土)12:00から7月25日(日)23:59までアーカイブ配信された。

## ライブ音源
2021年8月13日に、前述のZepp Haneda公演より、「one shot kill」のライブ映像が公開され、ライブ音源が配信された。
| #         | タイトル                                               | 作詞 | 作曲・編曲 | 時間  |
| --------- | ------------------------------------------------------ | ---- | ---------- | ----- |
| 1.        | 「one shot kill (Live at Zepp Haneda Tokyo 2021.7.3)」 |      |            | 04:48 |
| 合計時間: | 合計時間:                                              | 4:48 |            |       |